# Jhusi Kohna
Jhusi Kohna é uma vila no distrito de Allahabad, no estado indiano de Uttar Pradesh.

## Demografia
Segundo o censo de 2001, Jhusi Kohna tinha uma população de 16,309 habitantes. Os indivíduos do sexo masculino constituem 54% da população e os do sexo feminino 46%. Jhusi Kohna tem uma taxa de literacia de 72%, superior à média nacional de 59.5%: a literacia no sexo masculino é de 79% e no sexo feminino é de 64%. Em Jhusi Kohna, 11% da população está abaixo dos 6 anos de idade.